# Chiesa dei Santi Ermacora e Fortunato (Savogna)
La chiesa dei Santi Ermacora e Fortunato è la parrocchiale di Savogna, in provincia ed arcidiocesi di Udine; fa parte della forania del Friuli Orientale.

## Storia
Durante la prima guerra mondiale l'antica chiesa di Savogna venne adibita a magazzino; proprio per tale motivo nel 1917 fu data alle fiamme durante la ritirata conseguente alla rotta di Caporetto.
La chiesa attuale venne costruita nel 1919, per poi essere consacrata nel 1921 dall'arcivescovo di Udine Antonio Anastasio Rossi.
Fu eretta a parrocchiale nel 1955 e ristrutturata nel 2002.

## Descrizione

### Esterno
La facciata della chiesa, rivolta ad oriente ed alla quale si accede mediante una breve scalinata, è tripartita da quattro lesene poggianti su altrettanti plinti e sorreggenti il timpano triangolare, al centro del quale si apre un oculo; nella parte centrale della facciata ci sono il portale e una finestra semicircolare posta sopra una cornice marcapiano che raccorda la seconda e la terza lesena.

### Interno
L'interno è ad un'unica navata, è diviso in cinque campate da delle paraste ed è caratterizzato da due nicchie ospitanti altrettante statue; il soffitto è a botte e presenta degli unghioni con costoloni grigi in corrispondenza delle finestre. L'aula termina con il presbiterio rialzato di tre gradini e caratterizzato dalla volta a crociera dipinta di blu, beige e rosa e da un dipinto il cui soggetto è Gesù Cristo; l'opera di maggior pregio qui conservata è una tela ritraente la Madonna con Bambino e un Santo inginocchiato, eseguita nel XVIII secolo.